# Medal za Służbę w Sprawie Wolności
Medal za Służbę w Sprawie Wolności (ang. King’s Medal for Service in the Cause of Freedom) – brytyjski cywilny medal ustanowiony 23 sierpnia 1945 roku przez króla Jerzego VI.

## Zasady nadawania
Medal był przyznawany osobom, głównie obcokrajowcom, które w czasie II wojny światowej w sposób znaczący wspierały brytyjskie oddziały.
W sumie odznaczono około 2539 osób.
Osoby, które przyczyniły się do realizacji celów brytyjskich lub alianckich sił w czasie wojny z narażeniem życia lub tortur, otrzymywały Królewski Medal za Odwagę w Sprawie Wolności.

## Opis medalu
Medal był wykonany ze srebra i miał 36 mm średnicy.
Na awersie znajdują się portret (głowa) Jerzego VI skierowany w lewo i napis „GEORGIVS VI D: G: BR: omn: REX ET INDIAE IMP:”
Na rewersie widnieje motyw graficzny z kobietą oferującą jedzenie i picie rycerzowi. W dolnej części znajduje się napis „THE King’s MEDAL”, a na obwodzie – „FOR SERVICE IN THE CAUSE OF FREEDOM”
Medal zawieszony jest na białej wstążce z czerwonym paskiem pośrodku i dwoma niebieskimi po lewej i prawej stronie

## Odznaczeni
Medal otrzymali m.in. Cary Grant, Antoni Jurasz.